# Frederik Veuchelen
Frederik Veuchelen (Korbeek-Lo, 4 de septiembre de 1978) es un exciclista profesional belga.
Debutó como profesional en 2004 con el equipo Vlaanderen-T-Interim.
En 2009 fichó por el equipo Vacansoleil donde estuvo cinco años hasta la desaparición del equipo a finales de 2013. Tras esto fichó en 2014 por el conjunto Wanty-Groupe Gobert. Allí permaneció hasta que en octubre de 2017 anunció su retirada.

## Palmarés
2003
- Memorial Philippe Van Coningsloo

2006
- A través de Flandes

2010
- 3.º en el Campeonato de Bélgica en Ruta

## Resultados en Grandes Vueltas
| Carrera | Carrera         | 2004 | 2005 | 2006 | 2007 | 2008 | 2009 | 2010 | 2011  | 2012 | 2013 | 2014 | 2015 | 2016 | 2017 |
| ------- | --------------- | ---- | ---- | ---- | ---- | ---- | ---- | ---- | ----- | ---- | ---- | ---- | ---- | ---- | ---- |
|         | Giro de Italia  | —    | —    | —    | —    | —    | —    | —    | 106.º | —    | 83.º | —    | —    | —    | —    |
|         | Tour de Francia | —    | —    | —    | —    | —    | —    | —    | —     | —    | —    | —    | —    | —    | —    |
|         | Vuelta a España | —    | —    | —    | —    | —    | —    | —    | —     | —    | —    | —    | —    | —    | —    |

—: no participa
Ab.: abandono

## Equipos
- Vlaanderen-T-Interim/Chocolade Jacques/Topsport Vlaanderen (2004-2008)
  - Vlaanderen-T-Interim (2004)
  - Chocolade Jacques-T-Interim (2005)
  - Chocolade Jacques-Topsport Vlaanderen (2006-2007)
  - Topsport Vlaanderen (2008)
- Vacansoleil (2009-2013)
  - Vacansoleil (2009-2010)
  - Vacansoleil-DCM (2011-2013)
- Wanty-Groupe Gobert (2014-2017)